# Mikael Olsson
Mikael Olsson, född 27 augusti 1986, är en svensk professionell bandyspelare. Inför säsongen 2019/2020 lämnade han den sistlidna säsongens finallag Västerås för Falun